# Dolna Baszta

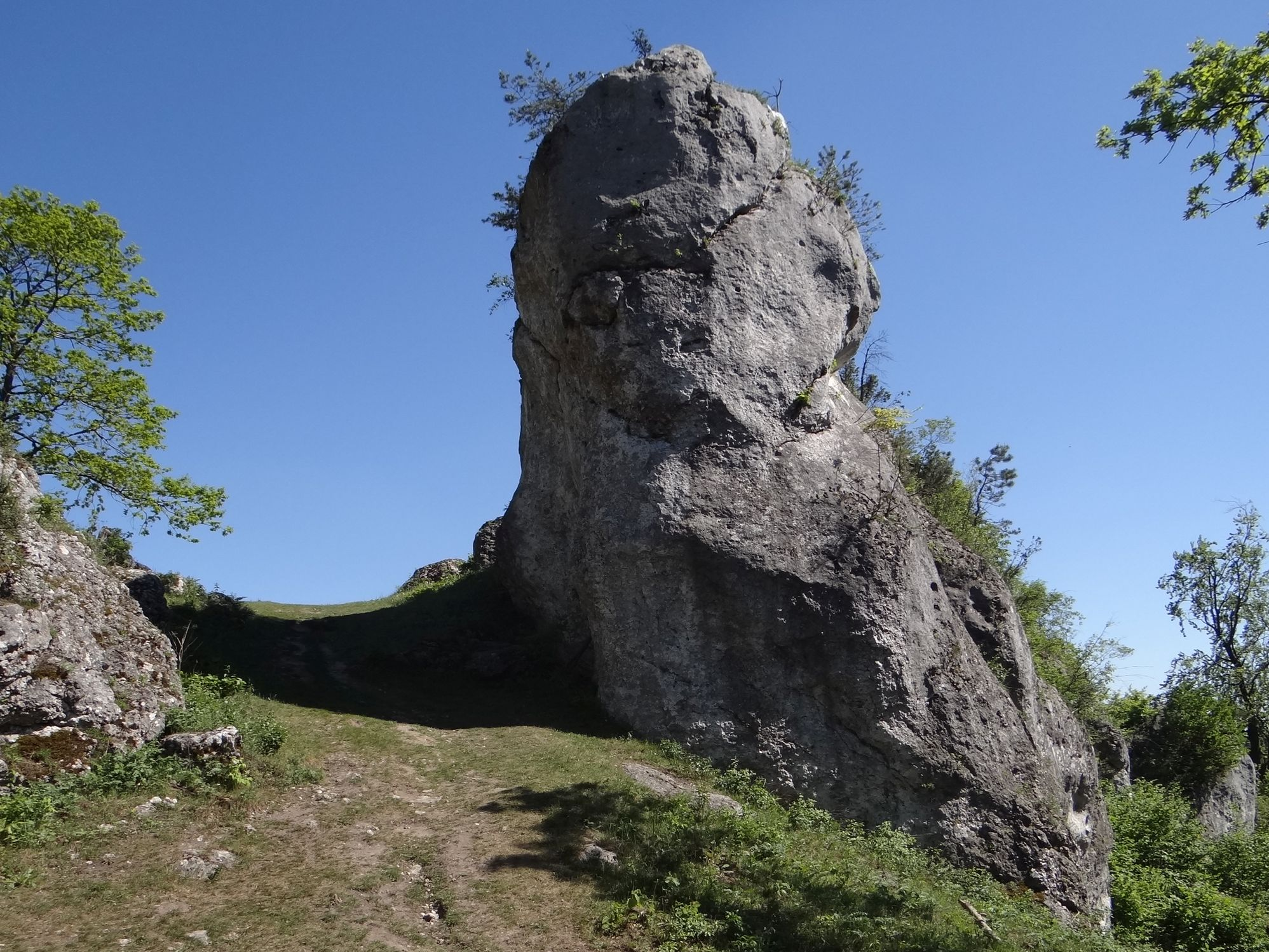
Ściana północno-zachodnia

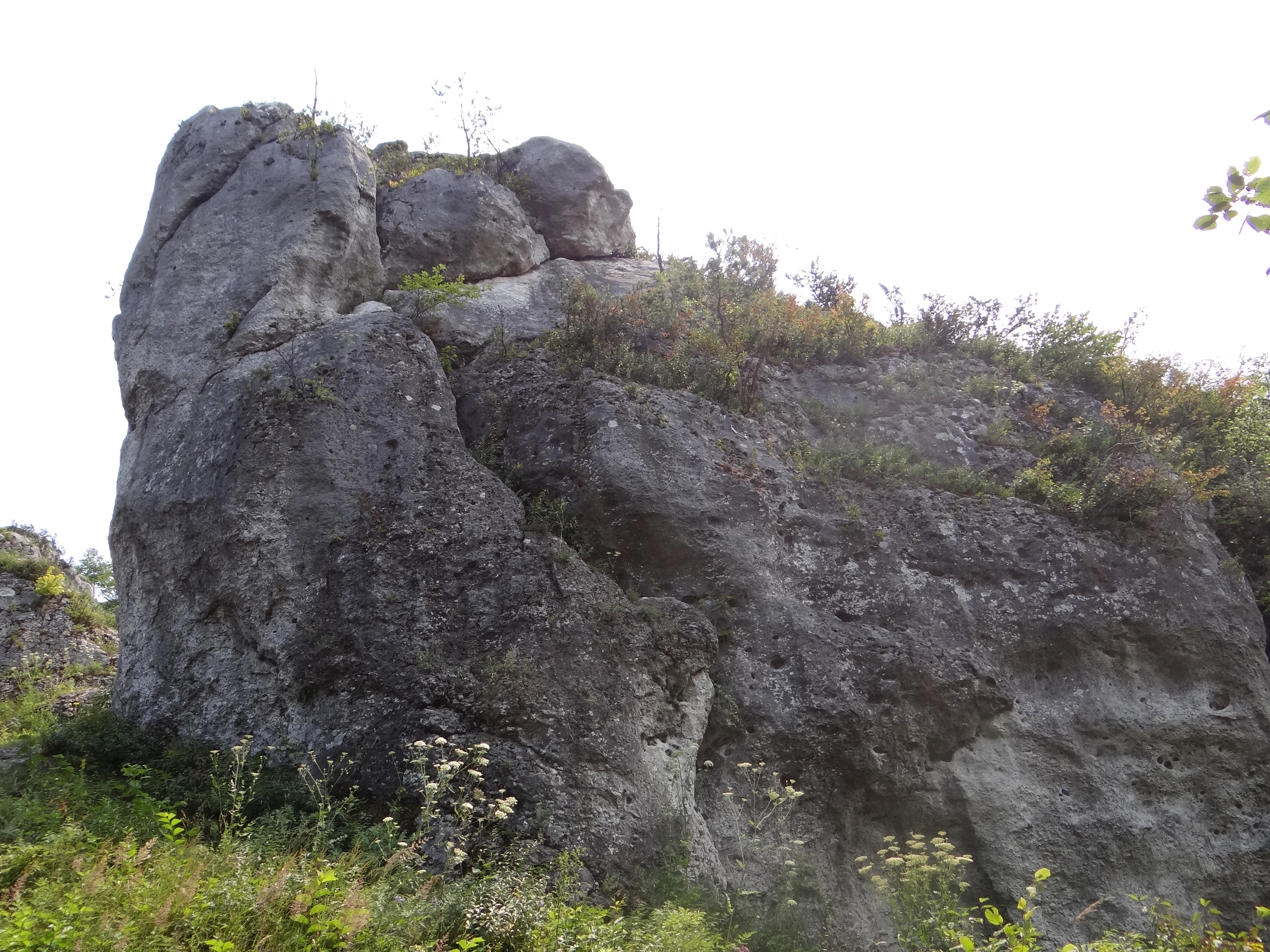
Ściana zachodnia

Dolna Baszta – skała na Górze Zborów na Wyżynie Częstochowskiej, w obrębie wsi Kroczyce w województwie śląskim, powiecie zawierciańskim, w gminie Kroczyce. Znajduje się na południowym krańcu zwartej grupy skał tego wzniesienia.
Zbudowane z wapieni skały Góry Zborów to jeden z bardziej popularnych rejonów wspinaczki skalnej w okolicach Podlesic. Znajdują się w obrębie rezerwatu przyrody Góra Zborów, na określonych warunkach dopuszczono jednak na nich wspinaczkę.

## Piesze szlaki turystyczne
Szlak Orlich Gniazd: Góra Janowskiego – Podzamcze – Karlin – Żerkowice – Morsko – Góra Zborów – Zdów-Młyny – Bobolice – Mirów – Niegowa.
 Szlak Rzędkowicki: Mrzygłód – Myszków – Góra Włodowska – Rzędkowickie Skały – Góra Zborów (parking u stóp góry)
Obok skał przez rezerwat na Górze Zborów biegną dwa szlaki turystyczne.

## Drogi wspinaczkowe
Dolna Baszta ma wysokość 10–12 m. Znajduje się na otwartym terenie i jest połoga. Ma pionowe ściany z zacięciem. Wspinacze poprowadzili na niej 12 dróg wspinaczkowych o trudności od III+ do VI.5+ w skali Kurtyki i wystawie zachodniej lub północno-zachodniej. Większość z nich ma zamontowane stałe punkty asekuracyjne: ringi (r), stanowisko zjazdowe (st).

Dolna Baszta I
1. Don’t cry; 3r + st, VI.2, 12 m
2. 300% normy; st, VI.2+, 12 m
3. Bez nazwy; st, VI.2+, 12
4. Filar Dolnej Baszty; 4r + st, VI.1, 12 m
5. Koleżanki Warszawianki; 5r + st, VI.1+, 12 m
6. Gulo kulfa; 5r + ST VI.3+, 12 m[4].

Dolna Baszta II
1. Badura-Kiełkowski wprost; V, 12 m
2. Badura-Kiełkowski; IV, 12 m
3. Super gula; 3r + st, VI+, 9 m
4. Buba; 4r + st, VI, 9 m
5. Pokurcz; 3r + st, VI.1, 9 m
6. Bez nazwy; VI+, 10 m[4].